# الدوري الإنجليزي لكرة القدم 1923–24
الدوري الإنجليزي لكرة القدم 1923–24 (بالإنجليزية: 1923–24 Football League)‏ هو موسم من دوري كرة القدم الإنجليزي. فاز فيه هدرسفيلد تاون.